# Siekkaroaivi
Siekkaroaivi är en kulle i Finland.   Den ligger i den ekonomiska regionen Norra Lappland och landskapet Lappland, i den norra delen av landet, 900 km norr om huvudstaden Helsingfors. Toppen på Siekkaroaivi är 440 meter över havet, eller 91 meter över den omgivande terrängen. Bredden vid basen är 8,4 km.
Terrängen runt Siekkaroaivi är huvudsakligen platt.  Trakten runt Siekkaroaivi är nära nog obefolkad, med mindre än två invånare per kvadratkilometer. Det finns inga samhällen i närheten. 